# Supercargo
Das Wort Supercargo kommt aus dem Englischen (supervision cargo, supracargo) und ist am besten mit Ladungsexperte oder Vertreter des Befrachters an Bord zu übersetzen.
Ein Supercargo berät den Kapitän und den Ladungsoffizier auf einem Frachtschiff bei der Beladung des Schiffes.
Er gehört nicht zur Mannschaft, sondern wird meist vom Inhaber der Ladung oder einem anderen Ladungsbeteiligten gestellt. Der Supercargo begleitet üblicherweise das Schiff in die verschiedenen Lade- und Löschhäfen. Währenddessen hat er, insbesondere bei besonders empfindlichem Frachtgut wie beispielsweise Früchten, die Pflicht der externen Überwachung des Ladungszustands und erarbeitet bei kurzfristig auftretenden Problemen eine Lösung. Dabei koordiniert er auch den reibungslosen Ablauf des Ladungsumschlags.